# Le Revenant (film, 1913)
Pour les articles homonymes, voir Le Revenant.
Le Revenant est un film muet français réalisé par Louis Feuillade et sorti en 1913.

## Fiche technique
- Réalisation : Louis Feuillade
- Scénario : Louis Feuillade
- Société de production : Société des Établissements L. Gaumont
- Format : Noir et blanc — 35 mm — 1,33:1 — Muet
- Durée : 15 minutes[1] (NB : le onzième épisode de Barrabas de Feuillade dure 38 minutes et porte le même titre[2])
- Date de sortie : 
  - France : 21 février 1913

## Distribution
- René Navarre : Danglade
- Yvette Andréyor : Jeanne Danglade
- Renée Carl : Mme Danglade-Renaud
- Paul Manson : Renaud
- Maurice Vinot